# Промышленный арт
Промышленный арт (производственный арт, пром-арт, англ. industrial art) ― одно из направлений паблик-арта, представляющее собой художественную роспись промышленных предприятий.
В качестве объектов для росписи художники используют производственные корпуса фабрик, заводов, комбинатов, а также цистерны, градирни, резервуары. Цель промышленного арта ― превращение производственных объектов и их инфраструктуры в эстетически привлекательные произведения искусства. Зачастую художественное оформление предприятия транслирует миссию компании и выступает как социальный механизм, способствующий объединению людей и созданию благоприятной атмосферы для работы, творчества и туризма.

## История
Одним из ярких представителей индустриального морализма является мексиканский художник-монументалист Диего Ривера (1886-1957). Ему принадлежат фрески во дворе Детройтского института искусств на тему «Промышленность Детройта», где продемонстрирована связь искусства и индустриальных объектов. Своим творчеством Ривера выражал социальные и политические идеи, а также стремился прославить промышленные достижения своего времени. Произведения Риверы являются примером того, как промышленный арт может стать средством культурного выражения, политической пропаганды, важным элементом городской среды.
Промышленный арт начал активно развиваться в конце 20-го века, когда художники стали чаще использовать промышленные объекты как холсты для своих произведений. В 2005 году в действующая АЭС Крюа на юго-востоке Франции художник Жан-Мари Пьер создал масштабное граффити «Водолей».
После засухи 2017 года в сельских поселениях Австралии зернохранилища стали превращать в арт-объекты с помощью граффити. Произведения по всей стране стали местными достопримечательностями и включены в туристические маршруты.
Недействующие производственные объекты трудами художников и архитекторов успешно превращаются в арт-пространства. В 1973 году испанский архитектор Рикардо Боффил начал реконструкцию бывшего цементного завода La Fabrica в Барселоне. В течение двух лет промышленная зона и восемь элеваторов превратились в постиндустриальный замок, окруженный растительностью.
В 2010 году в Мельбурне на территории старых заводских складов открылась Галерея Backwoods Gallery.
В 2012 году в Берлине на месте завода открылась Галерея современного уличного искусства и городских субкультур Urban Spree Galerie. В арт-пространстве проводятся выставки стрит-арта, книжные ярмарки, учебные семинары.

## Специфика промышленного арта
Промышленный арт находится на стыке искусства и инженерии. Как правило, к созданию художественного оформления привлекается команда, включающая бригадиров, технологов, художников, геодезистов, инженеров, альпинистов-маляров. Перед нанесением росписи фасады корпусов тщательно подготавливают: очищают от загрязнений, плесени и остатков цемента, выравнивают поверхность, наносят грунтовку, штукатурят и обрабатывают антикоррозионными составами.
Для работы на производственных объектах требуются специальные разрешения и допуски. В обязательном порядке работник должен пройти обучение и аттестации по следующим направлениям:
- инструктаж по технике безопасности;
- противопожарный минимум;
- оказание первой медицинской помощи;
- работа на высоте по 1, 2, 3 категории;
- электробезопасность;
- промышленная безопасность: работа на высоте, с подъемными механизмами,  автомобильными и самоходными вышками, грузоподъемниками;
- работа на предприятии химической, горнодобывающей или металлургической промышленности

Каждый специалист должен иметь удостоверение аттестации по своей профессии, подтверждающее квалификацию.
В промышленном арте часто применяются яркие цвета, абстрактные формы, лозунги и девизы, природные мотивы, изображения людей и животных. Оформление направлено на привлечение внимания к деятельности компании, истории региона, социальным или экологическим проблемам.

## Промышленный арт в России
Основоположником промышленного арта в России можно считать художника, архитектора и графика Якова Чернихова (1889-1951). В своей книге ««Архитектурные фантазии. 101 композиция» Чернихов представил новый взгляд на архитектура промышленных зон, призвав отказаться от консервативных методов. В работе были предложены футуристические концепции промышленных и жилых объектов, объяснения техники и основных принципов их построения.
Активное развитие промышленного арта запустил фестиваль «Арт-овраг» (г. Выкса, Нижегородская область). Инициатором и организатором фестиваля стала Объединенная металлургическая компания. В 2017 году на фасаде промышленного комплекса «Стан-5000» была создана монументальная живопись площадью 10 800 м2 московского художника Миши Most. В 2019 году на территории предприятия открылся первый в России Индустриальный стрит-арт-парк.
Самой знаковой росписью на промышленном объекте стало художественное оформление резервуара для хранения сжиженного природного газа предприятия Ямал СПГ. Площадь арта «Сгущенка» составила 10 500 кв. м, высота — 43,1 метра. Проект реализован компанией RASKRASIMVSЁ (Санкт-Петербург). В конкурсе на конкурсе Coatings Pro's 2019 Contractor Awards арт получил 2 место в номинации «Промышленные бетонные конструкции».
Другой знаковый проект, реализованный в условиях Крайнего Севера ― роспись промышленных резервуаров Кольской ГМК «Белый медведь» и «Северный пейзаж» (г. Мончегорск). Художники команды RASKRASIMVSЁ расписали перлитную емкость и резервуар № 9 для хранения мазута.

### Примеры промышленного арта в России
- «Рекультивация» — мурал на фасаде 14-метровой шахтной печи производственного комплекса группы «Магнезит».[5]
- Роспись «Сгущенка» на Ямал СПГ.[6]
- «Белый медведь» ― роспись резервуара №9 на Кольской ГМК (г. Мончегорск).[7]
- «Северский поток», роспись Северского трубного завода. Представлена на Уральской индустриальной биеннале современного искусства.[8]
- «Соседи СИБУРа». На резервуарах для хранения пожарной и технической воды изображены представители флоры и фауны юга Тюменской области.[9]